# Полиевкт Цариградски
Свети Полиевкт (грч. Πολύευκτος; умро 5. фебруара 970) био је цариградски патријарх и хришћански је светитељ. 
Српска православна црква слави га 5. фебруара по црквеном, а 18. фебруара по грегоријанском календару.

## Историја
Полиевкт је од простог монаха уздигнут у патријарха 956. године, као наследник царског кнеза Теофилакта Лакапина, и остао на патријаршијском престолу у Цариграду до смрти 5. фебруара 970. године. За свој велики ум, ревност за веру и моћ беседништва назван је „другим Златоустом”.
Иако му је положај дао Константин VII, он му није показао велику лојалност. Почео је да доводи у питање легитимност брака Константинових родитеља, а затим је отишао толико далеко да је повратио добро име патријарха Јевтимија који се енергично противио тој заједници.
Руска кнегиња Света Олга дошла је у Цариград у време патријарха Полиевкта за време византијског цара Константина и ту се крстила 957. године. Крстио ју је патријарх, а цар је био кум. Свети Полиевкт је прорекао: „Благословена си ти међу Рускињама, јер си заволела светлост и одагнала таму; благосиљаће те синови руски до последњег нараштаја.“
У достојанство митрополита уздигао је епископа Петра Отрантског (958) уз обавезу успостављања грчког обреда у целој провинцији; латински обред је поново уведен након норманског освајања, али је грчки обред остао у употреби у неколико градова надбискупије и њених суфрагана, све до 16. века.
Иако је подржавао његов успон на престо, против махинација Јосифа Вринга, Полиевкт је екскомуницирао цара Нићифора II Фоку јер се оженио Теофаном на основу тога што је био кум једном или више њених синова. Он је претходно целе године одбијао причешће Нићифора због греха склапања другог брака после смрти његове прве жене.
Екскомуницирао је атентаторе на цара Нићифора II Фоку и одбио да крунише новог цара Јована I Цимискија, нећака покојног цара (и једног од убица) све док није казнио атентаторе и протерао своју љубавницу царицу Теофану која је наводно организовала убиство свог мужа.

## Белешке и референце
1. ↑  Polyeuctus | Name Meaning & Origin | Boy Name Polyeuctus | Baby Names World
2. ↑  Свети Полиевкт, патријарх цариградски
3. ↑  КАЛЕНДАР ЗА 22/9. ЈАНУАР Свети мученик Полиевкт « СВЕТИГОРА ПРЕС – SVETIGORA PRESS
4. ↑  „Св. муч. Агатија; Св. муч. Теодула; Св. Полиевкт, патријарх цариградски – Задушнице – Vaznesenjska crkva” (на језику: енглески). Архивирано из оригинала 25. 01. 2024. г. Приступљено 2024-01-20.
5. ↑  Norwich, John Julius. Byzantium, The Apogee. (New York: Alfred A. Knopf, 1992) p. 173.
6. ↑  „Свети Полиевкт, патријарх цариградски”. Prijateljboziji.com (на језику: српски). Приступљено 2024-01-20.
7. ↑  Velimirovich, Bishop Nikolai (1926). The Prologue From Ohrid (на језику: енглески). стр. 78.